# Cephalophus weynsi
Céphalophe de Weyns
Espèce
Statut de conservation UICN

 LC  : Préoccupation mineure
Le Céphalophe de Weyns (Cephalophus weynsi) est un mammifère appartenant à la famille des Bovidae.